# محمد راجح لبوزة
اللواء الركن محمد راجح لبوزة عسكري يمني (1952م- 15 يوليو (تموز) 2021) مديرية ردفان- محافظة لحج، في 11 ابريل 2013م اصدر الرئيس عبدربه منصور هادي قرار بتعينة قائد المنطقة العسكرية الخامسة
توفي اللواء محمد راجح لبوزة يوم الخميس الموافق 15/07/2021م

## المؤهلات العلمية
- - بكالوريوس علوم عسكرية الكلية العسكرية-عدن 1974م.
- - ماجستير علوم عسكرية مدرعات- موسكو 1985م.
- - دورة قائد كتيبة- عدن 1978م.
- - دورة مدرسة المدرعات- عدن 1979م.
- - دورة سياسية -عدن 1979-1980م.[2]

## المناصب التي تقلدها
1. - قائد سرية -لواء عباس 1974-1976م.
2. - أركان كتيبة مشاه لواء 25ميكا 1976- 1979م.
3. - أركان حرب كتيبة دروع اللواء الثالث 1979- 1980م.
4. - مساعد ركن تدريب سلاح الدروع 1980- 1981م.
5. - قائد كتيبة مدرعات محور العند 1985- 1986م.
6. - قائد كتيبة مدرعات المحور الشرقي 1987- 1989م.
7. - ممثل سلاح الدروع بوزارة الدفاع 1989- 1994م
8. - نائب رئيس الأركان لشؤون التدريب 1994- 2001م.
9. - نائب رئيس الأركان للتخطيط والتسليح2001- 2013م.